# El Rojo (cuento)
"El Rojo" ("The Red One" en inglés) es un cuento del escritor estadounidense Jack London. Se publicó por primera vez en la edición de octubre de 1918 de la revista The Cosmopolitan, dos años después de la muerte de London. La historia fue reimpresa en el mismo año por la editorial MacMillan, en una colección de historias de London con dicho título.
En español, en 2016, se publicó una edición bilingüe del relato, como audiolibro, a cargo de la editorial Batiscafo.

## Argumento y comentarios
La historia se cuenta desde la perspectiva de un científico llamado Bassett, en el transcurso de una expedición a la selva de Guadalcanal para recolectar mariposas. "El Rojo" del título se refiere a una esfera roja gigante, de origen aparentemente extraterrestre, que los nativos cazadores de cabezas adoran como su dios y a la que ofrecen sacrificios humanos. Bassett, enfermo terminal, se obsesiona con El Rojo y al final es sacrificado igualmente, aunque por propio consentimiento.
El tema de la historia fue sugerido a London por su amigo George Sterling: desde una civilización alienígena se envía un mensaje que se pierde en el desierto. Pueden detectarse ciertos paralelismos (la ambientación, el misterio, los indígenas) entre "El Rojo" y la novela corta El corazón de las tinieblas, de Joseph Conrad. 
Algunos estudiosos han advertido la posible influencia del psicólogo Carl Jung en la historia, ya que London tuvo noticia de las ideas de Jung en el momento de escribir "The Red One", en 1916.
La historia hace una referencia enigmática a figuras con casco o yelmo, quizás aludiendo a la tripulación alienígena de El Rojo. Aquí, London pudo haber anticipado a los astronautas de la ciencia ficción y la pseudociencia.
Los derechos de autor de Estados Unidos sobre "El Rojo" han expirado y el relato se halla disponible en Proyecto Gutenberg.